# Ludwig von Landsee
Ludwig von Landsee (auch von Lanse, erw. 2. Juni 1414; gestorben 1451) war ein Ritter und Diplomat im Deutschritterorden, der als Gebietiger, Diplomat und Großgebietiger tätig war.

## Leben
Ludwig von Landsee stammte aus einem schwäbischen Adelsgeschlecht und damit aus einer Gegend, die für den Deutschritterorden eines der Hauptrekrutierungsgebiete darstellte. Aus einer seiner späteren Mitteilungen geht hervor, dass er zuerst Hauskomtur in Ragnit an der Memel war, dem heutigen Neman (russisch Неман) in Russland. Ab dem 2. Juni 1414 war Landsee Komtur in Nessau (polnisch Nieszawa), das am linken Ufer der Weichsel gegenüber Thorn (polnisch Toruń) gelegen ist. Mit dem Komtur der benachbarten Kommende Thorn, Johann von Selbach, vereinbarte er am 24. März 1415 zu Razianz (polnisch Raciąż, heute deutsch Harnau) mit zwei Vertretern des Königreichs von Polen ein Handelsabkommen, sein erster nachweislicher Einsatz als Diplomat.

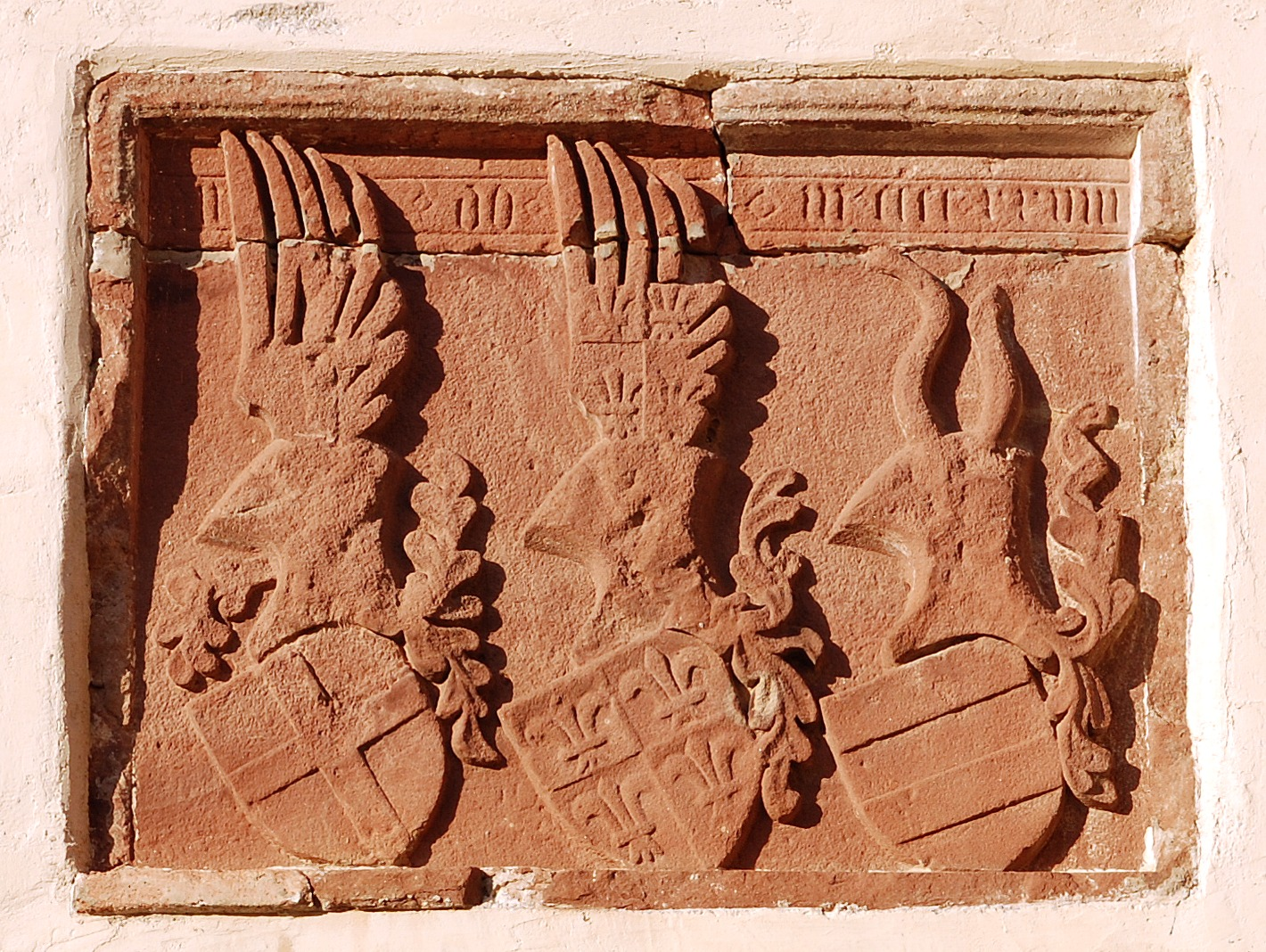
Wappen oberhalb des Portals zum „Alten Schloss“ von Beuggen. Heraldisch von rechts: Deutschritterorden, Landkomtur (Ludwig von Landsee), Komtur (Burkhard von Schellenberg), datiert auf 1438.

In den folgenden beiden Jahren wurde Landsee vom Hochmeister Michael Küchmeister wiederholt als Diplomat im fortwährenden Konflikt mit Polen und Litauen eingesetzt. So übergab Landsee, seit Juni 1416 Komtur von Thorn, zusammen mit dem Ordenstressler (Finanzmeister) Heinrich von Nickeritz der gegnerischen Partei die Ratifikationsurkunde des Hochmeisters zum Waffenstillstand, der im Mai 1416 ausgehandelt worden war. Bei der Verlängerung dieses Waffenstillstands mit dem polnischen und dem litauischen Herrscher im April 1418 gehörte der Thorner Komtur in Jung Leslau (Hohensalza) und Brest (Kujawien) zum zweiten Mal der Verhandlungskommission des Hochmeisters an. Für eine Zusammenkunft mit dem Bischof von Leslau (heute Włocławek), Johann I. von Oppeln, Anfang Juli 1417 ließ der Hochmeister seinen Vertrauten den Bischof in Empfang nehmen und nach Graudenz geleiten. Im Juni 1418 wurde Ludwig von Landsee vom Hochmeister Michael Küchmeister bevollmächtigt, die drei kujawischen Dörfer Orlau (Orlová), Morin (Murzynno) und Neuendorf den Vertretern des Deutschen Königs zu übergeben, die zwischen dem Orden und Polen vermittelt hatten. Mit seiner Ernennung zum Komtur von Brandenburg am 8. September 1418 hörte seine bisherige diplomatische Tätigkeit für den Orden, die er von Thorn aus im polnischen Grenzgebiet ausgeübt hatte, zunächst fast völlig auf.
Wegen der fortwährenden Streitigkeiten mit Polen und Litauen nahm Landsee die diplomatischen Tätigkeiten wieder auf. Im Frühjahr 1420 sandte ihn der Hochmeister Michael Küchmeister zusammen mit dem Landkomtur von Biesen, Iwan von Cortenbach, zum König Sigismund von Luxembourg. Dieser hatte im Januar 1420 einen Schiedsspruch zu den Streitigkeiten des Ordens mit dem Königreich Polen und dem Grossfüstentum Litauen gefällt. Zwei Jahre später, unter dem neuen Hochmeister Paul von Rusdorf, wurde Landsee erneut an den Hof von König Sigismund geschickt. Der Hochmeister gab seinem Gesandten den Auftrag, mit dem König ein Bündnis gegen Polen zu beraten. Im gleichen Jahr, auf dem Reichstag 1422 in Nürnberg, vertrat Landsee die Interessen des Ordens zusammen mit dem Deutschmeister Eberhard von Saunsheim. Den beiden gelang es, mit der Unterstützung von König Sigismund, hohe und niedere Reichsfürsten für den Deutschritterorden gegen Polen zu gewinnen.
Am 18. November 1422 wurde Ludwig von Landsee zum Ordensmarschall des Deutschritterordens (Summus Marescalcus) ernannt. Als einer der fünf Großgebietiger des Ordens wurde er damit gleichzeitig Komtur von Königsberg. Ausgestattet mit dem neuen Rang, setzte er die diplomatische Mission gegen Polen fort. Landsee verhandelte in der zweiten Dezemberhälfte 1422 in Pressburg im Auftrag des Hochmeisters mit König Sigismund, den schlesischen Fürsten, Bischöfen und Städten ein formelles Bündnis des Deutschritterordens gegen Polen. Dabei zog der König zwar einen Krieg in Erwägung, wollte aber zuerst einen Ausgleich anzubahnen versuchen.
Wenige Monate nach diesen Fortschritten in der Sache gegen Polen sah die Lage für den Orden plötzlich völlig anders aus: Ende März 1423 musste der Ordensmarschall in Käsmark miterleben, wie König Sigismund den Deutschritterorden preisgab. Der polnische König Władysław II. Jagiełło hatte Sigismund seine Unterstützung gegen die Hussiten zugesichert. In der Folge reiste Landsee unverrichteter Dinge nach Preußen ab. Dort angekommen am 10. April 1423, teilte er dem Hochmeister Paul von Rusdorf mit, dass sich die Ratifizierung des Friedensvertrages von Melno-See nicht mehr vermeiden ließ. Diese erfolgte kurz danach am 18. Mai 1423 bei einer Zusammenkunft des Hochmeisters Paul von Rusdorf mit dem Großfürsten Vytautas von Litauen, unter Beteiligung des Ordensmarschalls.
Landsee gab das Amt des Ordensmarschalls am 25. Oktober 1424 an Walrabe von Hunsbach ab. Danach erschien er 1425 und 1428 als Pfleger von Bütow, also deutlich rangniedriger und möglicherweise nicht einmal nahtlos, so dass er sogar ein Jahr ohne Gebietigeramt geblieben sein mochte. „Seine Amtskarriere hatte einen Bruch erlitten“.
Nach seiner Rückstufung im Oktober 1424 musste sich Landsee bis 1437 gedulden, um wieder in eine Leitungsfunktion zu kommen. Als Landkomtur der Deutschordensballei Elsass-Burgund hatte er seinen Sitz im Schloss Beuggen, wo seit 1432 Burkhard von Schellenberg der lokalen Kommende vorstand. Anlässlich von baulichen Veränderungen am „Alten Schloss“ ließen die beiden Gebietiger ihre Wappen nach jenem des Ordens in einer Kartusche aus rotem Sandstein oberhalb des Portals anbringen, die auf 1438 datiert wird.
Im Dezember 1439 begleitete Ludwig von Landsee als Provinzial der Deutschordensballei Elsass-Burgund die Bewaffneten unter der Führung von Graf Johann II. von Thierstein, die an der Gesandtschaft des Konzils von Basel nach Ripaille am Genfersee teilnahmen, um Herzog Amadeus VIII. von Savoyen von seiner Wahl zum Papst durch das Basler Konzil zu berichten. Teil dieses Zuges waren weiter der Basler Bürgermeister Arnold III. von Bärenfels mit einem Gefolge so eindrücklich wie dasjenige eines Bischofs und der gefürchtete Edelmann Wilhelm von Grünenberg.
Von 1443 an war Landsee schließlich bis zu seinem Lebensende Landkomtur der Deutschordensballei An der Etsch. Im Auftrag Herzog Siegmunds von Tirol leitete er 1447 eine Gesandtschaft, die unter anderem Heirats- und Bündnisverhandlungen mit König Karl VII. von Frankreich führte. Am 8. September 1448 vertrat er den Herzog dann auch per procurationem bei der Trauung mit der am französischen Hof lebenden Prinzessin Eleonore von Schottland und geleitete die damals Fünfzehnjährige auf der nicht ungefährlichen Reise durch verfeindetes eidgenössisches Gebiet nach Tirol.